# MRAM

Fig.1 Estructura MRAM

La MRAM  (RAM magnetorresistiva) és un tipus de memòria no volàtil desenvolupada des dels anys 90. El desenvolupament de la tecnologia existent, principalment Memòria flaix i DRAM han evitat la generalització del seu ús, encara que els seus defensors creuen que els seus avantatges són tan evidents que abans o després arribarà a un ús molt elevat.

## Descripció
A diferència de la RAM que emmagatzema Càrrega elèctrica en cel·les semiconductores, les dades s'emmagatzemen en elements magnètics. Aquests elements estan formats per dos "plats" Ferromagnetisme, que mantenen un camp electromagnètic, separats per una petita capa aïllant. Un dels plats té una polaritat establerta, l'altre varia depenent del valor emmagatzemat a la cel·la. La direcció del ferromagnètic, en paral·lel o no paral·lel, marca el valor final que s'emmagatzemarà a l'element.
La lectura de les dades es du a terme llegint la resistència elèctrica en enviar una petita càrrega elèctrica per la cel·la. A causa de l'efecte túnel magnètic, si els dos "plats" estan en paral·lel els electrons podran creuar el túnel lliurement mentre que si no ho estan, la resistència elèctrica serà elevada. La cel·la es considera "encesa" en estat de baixa resistència elèctrica, mentre que es considera "apagada" en oferir alta resistència, l'estat de la cel·la codifica el valor final emmagatzemat.

## Comparativa amb altres tecnologies
La memòria MRAM ofereix velocitats similars amb SRAM amb una densitat de bits comparable amb DRAM, tot i que el seu consum és molt inferior. A més, no presenta degradació amb el pas del temps, una gran millora respecte a la memòria flaix. Aquestes característiques fan que la memòria magnètica sigui considerada per mols com la "memòria universal", sent possible que reemplaci les tres tecnologies anteriors així com la memòria EEPROM.
Tot i això, les tendències del mercat han fet que aquesta memòria no sigui utilitzada de forma generalitzada. El mercat de la memòria Flaix està massa estès, fent que la indústria dediqui gran esforç en millorar els seus processos d'integració. A més, la sobrepoducció de memòria DRAM ofereix un retorn d'inversió molt menor.
MRAM es troba, encara, en estat de desenvolupament i la seva producció es veu limitada a factories secundàries. La gran demanda de memòria Flash provoca que els fabricants no arrisquin a dedicar les seves fàbriques principals a la producció de MRAM.

## Principals fabricants de MRAM
Segons :
- Avalanche technology
- Everspin
- NXP
- Spintransfer Arxivat 2017-01-18 a Wayback Machine.